# Bereft
Bereft (englisch: Beraubt) sind eine 2011 in Los Angeles gegründete Funeral-Doom-Band.

## Geschichte
Nachdem Intronaut 2008 das Album Prehistoricisms veröffentlicht hatten, beschäftigte Sacha Dunable (Intronaut, Graviton) sich mit unterschiedlichen Bandideen, zu welchen er Musik schrieb. Das meiste entstandene Material sagte ihm nicht zu. Die Aufnahmen, die er allerdings nicht als „absolut peinlich“ empfand, war die Beschäftigung mit von ihm verehrten Alben aus dem weiten Spektrum des Doom Metals. Aus dieser Idee heraus gründete er mit Derek Donley (Graviton, National Sunday Law), Charles Elliott (Abysmal Dawn) und Derek Rydquist (ehemals The Faceless) die gelegentlich als Supergroup bezeichnete Band Bereft. Ursprünglich nannte sich die Band Bewilderbiest, benannte sich jedoch noch vor dem ersten Aufnahmen um. Das Songwriting zum ersten Album wurden allerdings überwiegend von Dunable und Donley gestaltet, Rydquist und Elliott kamen erst später hinzu, überwiegend um ihre Instrumente einzuspielen. Zum April 2012 veröffentlichte die Gruppe das Debütalbum Leichenhaus über The End Records. Das Album wurde in der auf Metal spezialisierten Musikpresse zumeist positiv besprochen.

## Stil
Die Musik von Bereft wird gelegentlich als einzigartig im Klang bezeichnet. In der Stilzuordnung wird die Gruppe meist dem Funeral Doom, gelegentlich auch dem Death Doom zugerechnet. Dunable räumt eine Nähe zu Funeral Doom und Death Doom ein und nannte Veröffentlichungen des Gothic Metal und des Funeral Doom als Inspirationsquellen. Als solche benannte er die Alben Serenades von Anathema, Solinari von Morgion, Stream from the Heavens von Thergothon, Ethere von Skepticism sowie The Dreadful Hours von My Dying Bride. Als weitere Einflüsse werden von Rezensenten Sludge, Stoner Doom und Post-Metal benannt.
Die Musik von Bereft ist, wie im Funeral Doom üblich, besonders langsam. Die Gitarren sind tief gestimmt und „bassig verzerrt“ was eine Nähe zum Stoner Doom und Sludge nahelegt. Das Gitarrenspiel ist derweil auf wenige Riffs reduziert. Elliotts Gesang wird als langsames und tiefes gutturales Growling, das für den Death Metal sowie für dessen derivate Doom-Metal-Formen typisch ist, beschrieben. Sein Gesang wird im Musikmagazin Legacy als „schier unmenschlich“ hervorgehoben. Donleys Stimme hingegen, die auf dem Lied Withered Efflorescence als Zweitstimme zu hören ist, wird Post-Metal-typisch als Shouting dargebracht. Ebenso werden die massive Rhythmusgruppe und dem langsamen Gitarrenspiel unterbrechenden, akustischen Passagen dem Post-Metal nahegestellt. Das Schlagzeugspiel wird derweil als besonders schwer, wandernd sowie als pulsierend beschrieben.

## Diskografie
- 2012: Leichenhaus (Album, The End Records)